# 藤原文行
藤原 文行（ふじわら の ふみゆき、生没年不詳）は、平安時代中期の貴族。藤原北家秀郷流、鎮守府将軍・藤原文脩の子。官位は従五位下・左衛門尉。
『御堂関白記』によれば寛弘3年（1006年）6月16日に藤原正輔と争ったために検非違使に追われ、藤原道長を訪ねている。22日に罪名が奏上されたという。他に検非違使、下野守を歴任した。

## 系譜
- 父：藤原文脩
- 母：藤原利仁の娘
- 妻：平定文の娘
  - 男子：藤原公光（?-?）
- 妻：不詳（生母不明）
  - 男子：藤原公行
  - 男子：藤原脩行（?-?）
  - 男子：行禅
  - 男子：太田公通　小野崎氏，江戸氏等の祖